# Andrea Occhipinti
Andrea Occhipinti (Roma, 12 settembre 1957) è un attore e produttore cinematografico italiano, fondatore della Lucky Red, società italiana di produzione e distribuzione cinematografica.

## Biografia
Andrea Occhipinti fonda la società Lucky Red nel 1987 insieme a Kermit Smith. La società ha distribuito in Italia autori di fama internazionale, tra i quali Ang Lee, Lars von Trier, François Ozon, Alejandro Amenábar, Robert Altman, Atom Egoyan, Wong Kar Wai, Thomas Vinterberg, Jacques Perrin, Takeshi Kitano, Jean-Pierre e Luc Dardenne, Agnès Jaoui, Peter Mullan, Luc Jacquet, Patrice Leconte, Park Chan-wook, Michel Ocelot, Gus Van Sant, Danny Boyle, Michael Haneke, Hayao Miyazaki, Abdellatif Kechiche, Paolo Sorrentino e Stephen Frears.
Successi come Caro diario, I soliti sospetti, Shine, RDF - Rumori di fondo, In & Out, Priscilla - La regina del deserto, The Others, Magdalene, In the Mood for Love, Old Boy, La marcia dei pinguini, Cous Cous, The Millionaire, Il divo, Il piccolo principe, Philomena, Lo chiamavano Jeeg Robot, Van Gogh - Sulla soglia dell'eternità, Sulla mia pelle hanno fatto la storia di Lucky Red e le hanno permesso di costruire e confermare nel tempo una rete solida di rapporti con produttori, registi e broadcaster internazionali.
I film distribuiti da Lucky Red hanno spesso ricevuto importanti premi nei principali festival cinematografi europei. Tra questi sei volte il Leone d'oro al Festival di Venezia (con Vive l'amour, Magdalene, Il ritorno, Still Life, The Wrestler e Un piccione seduto su un ramo riflette sull'esistenza), due volte l'Orso d'oro al Festival di Berlino (con Il banchetto di nozze e Il matrimonio di Tuya) e tre volte la Palma d'oro al Festival di Cannes (con 4 mesi, 3 settimane, 2 giorni, Il nastro bianco e La vita di Adele). 
Tra le pellicole distribuite da Lucky Red, The Millionaire è il film che ha conquistato più Premi Oscar, ben otto; ma sono molti i titoli che hanno conquistato le statuette hollywoodiane: da Shine a Mare dentro, da La marcia dei pinguini a Il segreto dei suoi occhi, e poi ancora Ida, Il cliente, per arrivare a Moonlight.
Il catalogo Lucky Red tocca i generi più diversi: dal documentario all'animazione, dal cinema indipendente americano a produzioni più mainstream, dalla commedia all'horror, dal biografico al drammatico. La società riserva particolare attenzione a film che parlino di ingiustizie, di discriminazione di genere, di razzismo, delle lotte per i diritti e per la salvaguardia dell'ambiente. 
Per la sua attività di distributore, l'Accademia del Cinema Italiano ha premiato Andrea Occhipinti nel 2014 con il premio David speciale.
Il 12 dicembre 2015 ha ricevuto lo European Film Award - Prix Eurimages da parte della European Film Academy per il suo lavoro di produttore. Nell'aprile 2014 ha ricevuto il French Cinema Award da parte di UniFrance per il suo contribuito alla promozione del cinema francese in Italia. 
Dal 2016 Lucky Red ha intensificato la sua attività produttiva, portando al cinema in poco tempo film di grande successo, tra cui Sulla mia pelle, La Befana vien di notte e 18 regali, Sotto il sole di Riccione e nel 2019, insieme a Cinema Undici, la Lucky Red ha vinto il David di Donatello come Miglior Produttore per il film Sulla mia pelle. Il David di Donatello come Miglior Produttore è stato vinto successivamente nel 2022 per Freaks out.
È socio di maggioranza relativa di Circuito Cinema, che gestisce la programmazione di sale cinematografiche di qualità su tutto il territorio nazionale.
Insieme a Indigo Film, Lucky Red ha fondato negli ultimi anni True Colours, società che vende film, serie TV e documentari in tutto il mondo, posizionandosi in pochi anni al primo posto tra gli operatori italiani.

## Vita privata
É dichiaratamente omosessuale.

## Filmografia

### Attore

#### Cinema
- Augh! Augh!, regia di Marco Toniato (1980)
- La settimana al mare, regia di Mariano Laurenti (1981)
- Priest of Love, regia di Christopher Miles (1981)
- Lo squartatore di New York, regia di Lucio Fulci (1982)
- La casa con la scala nel buio, regia di Lamberto Bava (1983)
- Conquest, regia di Lucio Fulci (1983)
- Bolero Extasy, regia di John Derek (1984)
- Miranda, regia di Tinto Brass (1985)
- La famiglia, regia di Ettore Scola (1987)
- Il giorno prima, regia di Giuliano Montaldo (1987)
- La bottega dell'orefice, regia di Michael Anderson (1989)
- Tracce di vita amorosa, regia di Peter Del Monte (1990)
- Pasolini, un delitto italiano, regia di Marco Tullio Giordana (1995)
- RDF - Rumori di fondo, regia di Claudio Camarca (1996)
- Más allá del jardín, regia di Pedro Olea (1996)
- Amor de hombre, regia di Yolanda García Serrano e Juan Luis Iborra (1997)
- Preferisco il rumore del mare, regia di Mimmo Calopresti (2000)
- Reinas, regia di Manuel Gómez Pereira (2005)
- Cavalli, regia di Michele Rho (2011)
- Gli idoli delle donne, regia di Lillo e Greg ed Eros Puglielli (2022)
- Sotto il sole di Amalfi, regia di Martina Pastori (2022)
- Denti da squalo, regia di Davide Gentile (2023)

#### Televisione
- Quaderno proibito – miniserie TV (1980)
- La Certosa di Parma – miniserie TV (1982)
- Gli innocenti vanno all'estero (1985)
- Lulù (1986)
- La Ciociara – miniserie TV (1988)
- Festival di Sanremo (1991)
- La ragnatela – miniserie TV (1991)
- La ragnatela 2 (1993)
- Alexandra – miniserie TV (1993)
- Geremia il profeta (Jeremiah), regia di Harry Winer – film TV (1998)
- La vita che verrà – miniserie TV (1999)

### Produttore
- L'amore molesto, regia di Mario Martone (1995)
- Apri gli occhi, regia di Alejandro Amenábar (1997)
- Teatro di guerra di Mario Martone
- Questo è il giardino di Giovanni Davide Maderna
- Incantesimo napoletano di Luca Miniero e Paolo Genovese
- I lunedì al sole (Los lunes al sol) di Fernando León de Aranoa
- Magdalene (Magdalene sisters) di Peter Mullan
- Ballo a tre passi di Salvatore Mereu
- Come inguaiammo il cinema italiano - La vera storia di Franco e Ciccio di Daniele Ciprì e Franco Maresco
- La donna di Gilles (La femme de Gilles) di Frédéric Fonteyne
- Così fan tutti (Comme une image) di Agnès Jaoui
- Mare dentro (Mar adentro) di Alejandro Amenábar
- Reinas di Manuel Gómez Pereira
- L'orchestra di piazza Vittorio di Agostino Ferrente
- Azur e Asmar di Michel Ocelot
- Il mio migliore amico (Mon meilleur ami) di Patrice Leconte
- Il grande capo (The boss of it all) di Lars von Trier
- Angeli distratti di Gianluca Arcopinto
- Sonetàula di Salvatore Mereu
- Funny Games di Michael Haneke
- Il matrimonio di Lorna (Le silence de Lorna) di Jean-Pierre e Luc Dardenne
- Il divo di Paolo Sorrentino
- Antichrist di Lars Von Trier
- Una soluzione razionale (A rational solution) di Jorgen Bergmark
- Il nastro bianco (The white ribbon) di Michael Haneke
- La prima linea di Renato De Maria
- This Must Be the Place di Paolo Sorrentino
- Grace di Monaco di Olivier Dahan (2014)
- La mia vita con John F. Donovan, regia di Xavier Dolan
- Il nome del figlio di Francesca Archibugi
- Io e lei di Maria Sole Tognazzi
- Il Piccolo Principe di Mark Osborne
- Gli Sdraiati di Francesca Archibugi
- Tutti lo sanno di Ashgar Farhadi
- Ride di Jacopo Rondinelli
- Sulla mia pelle di Alessio Cremonini (2018)
- La Befana vien di notte, regia di Michele Soavi (2018)
- Natale a 5 stelle, regia di Marco Risi (Netflix, 2018)
- Un'avventura, regia di Marco Danieli (2019)
- Il processo, regia di Stefano Lodovichi – serie TV (2019)
- 18 regali, regia di Francesco Amato (2020)
- Freaks Out, regia di Gabriele Mainetti (2021)
- La stanza, regia di Stefano Lodovichi (2021)
- No tenemos miedo, regia di Manuele Franceschini – documentario (2021)
- Il principe di Roma, regia di Edoardo Falcone (2022)
- Christian, regia di Stefano Lodovichi e Roberto Saku Cinardi – serie TV (2022-2023)
- La donna per me, regia di Marco Martani (2022)
- Shake, regia di Giulia Gandini – serie TV (2023)
- Denti da squalo, regia di Davide Gentile (2023)
- Il più bel secolo della mia vita, regia di Alessandro Bardani (2023)
- Gigolò per caso, regia di Eros Puglielli – serie TV (2023)
- La voce che hai dentro, regia di Eros Puglielli – serie TV (2023)
- Elf Me, regia di YouNuts! (2023)
- Marcello mio, regia di Christophe Honoré (2024) - co-produttore
- Dall'alto di una fredda torre, regia di Francesco Frangipane (2024)
- Gli addestratori, regia di Andrea Jublin (2024)
- Better Man, regia di Michael Gracey (2025)
- Belcanto, regia di Carmine Elia – serie TV (2025)
- Il Baracchino, regia di Nicolò Cuccì e Salvo Di Paola – serie animata (2025)
- Un film fatto per Bene, regia di Franco Maresco (2025)

## Riconoscimenti
- David di Donatello
  - 2014 – David speciale
  - 2019 – Miglior produttore per Sulla mia pelle
  - 2022 – Miglior produttore per Freaks Out

- Nastro d'argento
  - 2009 – Miglior produttore per Il divo

- Ciak d'oro
  - 2009 – Miglior produttore per Il divo[2]
  - 2019 – Miglior produttore per Sulla mia pelle[3]

- European Film Awards
  - 2009 – Miglior film per Il nastro bianco
  - 2015 – Prix Eurimages

- Globo d'oro
  - 2008 – Miglior produttore per Sonetàula